# GSC2779-1577
GSC2779-1577 — хімічно пекулярна зоря спектрального класу F0, що має видиму зоряну величину в смузі V приблизно  9,4.

## Пекулярний хімічний склад
Зоряна атмосфера GSC2779-1577 має підвищений вміст 
Eu
.